# 杜大衛
杜大衛（英語：David Tool，化名：老杜，1942年—），現任北京第二外國語學院國際經濟貿易學院的美籍副主任、北京市民講外語活動組織委員會專家團（組委會、公共場所雙語標識英文譯法）顧問、「問我計劃」（Ask Me Proposal）創辦者。從 2001年8月28日在北京市居住起，他自願擔任糾正錯誤英文工作範圍包括北京、旅遊景點、街道、博物館等公共場所，亦有為其他行政區做類似的工作。因為他盡心盡力糾正錯誤英文而在北京市享負盛名，被北京人喻為「英文警察」。雖然他在美國長大，但他能說流利普通話（儘管腔調不太準）。

## 簡歷
杜大衛，曾任美國陸軍上校、美國南加州大學教授。在1991至1993年間，他在蘭州大學任教；2001年至今在北京第二外國語學院國際經貿學院任教。
杜大衛自2002年起積極走訪街頭尋找錯誤英文並告訴負責人要求修改（詳細請參閱下文）。他受中國多個政府外事辦公室、旅游、文物機構邀請參與北京市以及全國其他省地的雙語標識、景點解說牌糾錯規範活動並出謀獻策，引起社會各界高度關注，得到各級組織好評，為建設2008年夏季奧林匹克運動會語言環境做出了突出貢獻。
杜大衛與東方文化結緣始於 1966年。當時只有24歲的他是美軍，參加了越戰。他身處越南時對當地的佛龕、服裝、語言、草藥、民俗產生深厚興趣。那時他萌生在戰後學習越南文化的念頭。他到了越南之后在前线时间不长，由于对东南亚气候水土不服，加上得了一些病（推测是疟疾），大部分时间在战场后方。观察他当年照片可以发现及其消瘦。 在 1967年他獲休假，從戰場回美國途經香港時，偶然間見到以工筆畫圖的春夏秋冬四扇屏，其技法工整細致令他當下購買並託運回國。這是他首次接觸中華文化。他回美國後，原想在南加州大學攻讀越南文化，然而他的願望未能達成。那時有人指引他，指東亞文化包括越南文化都源於中國，它們受中華文化很大影響。所以他改為修讀中國地理，主攻黃河。基於他執著於要學習最傳統的中華文化，他選擇學習繁體字，他現己能順暢無阻地閱讀中文。他當上南加州大學的教授後，教授的科目就是中國文化地理。他特別強調，他學的是繁體字，因為相對於簡化字，繁體字才是中國文化的精粹。

## 榮譽
- 2006年1月12日，北京市向杜大衛頒發2005年度「長城友誼獎」以表揚他為「北京市經濟發展及社會建設做出的傑出貢獻」（獎狀原文：為感謝您對我市建設事業的的熱情支持和在友好合作中所做出的貢獻，特授予您長城友誼獎）。
- 2007年3月28日，杜大衛在二十一世紀劇院舉行的「微笑北京、志願奧運、共創和諧 ─ 2006 北京十大志願者頒獎典禮」成為首個外國人獲選的十大志願者。

## 家居
杜大衛深愛中華文化在他的家居佈置可見一斑。屋內傢私都是模倣中國古代的，當然不少都是只為好看而並非太實用。他的房門上懸掛著一個臉譜，客廳牆壁上懸掛著在香港買的春夏秋冬四扇屏（有包青天、關羽塑像和戲曲演員頭飾），屋內亦見到他親手寫的繁體字「歡迎」字眼。他在家中、出外也愛穿唐裝，所以在衣櫃裡都放滿它們。他愛看中國文學，書架上就有放上不少有著名中國文學的英文翻譯版，比如《論語》等。書房亦分別放有安裝中文和英文系統的電腦。
杜大衛解釋為：「願意做點有意義的事」。

## 糾正錯誤英文的佚事和貢獻
說到杜大衛為北京市糾正錯誤英文的貢獻，就一定要從他一次看京劇經歷說起。
在他來到北京一個多半月後（即10月的某天），愛看京劇的他在長安大戲院看《大鬧天宮》。其中有不少外國觀眾在台下發出一陣陣的竊笑聲，但中國觀眾都不明白他們為什麼會有如此舉動。當然這並非外國人無教養，而是緣於該戲院的英文譯文錯漏百出。例如當孫悟空站在雲斗飛出場時，字幕竟把「祥雲」（Clouds）譯成「土塊」（Clods）。他認為這誤譯是中國人對自身文化的不尊重，以致這一字母之差造成羞人的笑話。鑒於他常常聽見遊人在讚嘆中國文化深厚，卻慨嘆中國標識多翻出現誤譯。當晚杜大衛馬上致信予中國文化部，懇請文化部讓他為北京市公共場所、名勝古蹟譯文糾錯和翻譯戲詞。他在信中陳詞：「英語標識的目的，是為外國人服務，服務的目的，是讓外國人瞭解中國，而目前一些有中國特色的英語，則使服務對象本末倒置了。」對目前一些公共場所無英文標識缺憾，杜大衛盡己所能彌補。隨著奧運會的臨近，糾錯的意義已越發明顯。
佚事如下：
- 杜大衛自2000 年起進入每一家公共場所，尋找並查看英文標識已成習慣。如發現錯誤，他會立即通知老闆，說：「這樣的牌子好改」，並叮囑儘早更正。他認為「不好改的是刻進大理石的標識」（例如：故宮的英文解說），因為時間和金錢上可真花費不少。更正錯誤的英文要換過一塊大理石並重新刻上譯文。為免浪費建築材料，因此他要求自己的校譯「錯誤為零」。
- 2002年初，「北京市民講外語活動組委會」成立。組委會聘請杜大衛做顧問，杜大衛欣然接受。讓組委會感動的是，市郊一些博物館及遺址，杜大衛皆自費租車前往。

糾正任務包括：
- - 修改交通標識錯誤和街頭尋找錯誤標識。比如地鐵的終點站土橋，其標識為 Tu Qiao the train，杜大衛認為譯成 the line 更準確。他解釋：「土橋是這條線的終點，而非車的終點」。其他例子如不要疲勞駕駛「Don't Drive Tiredly」改成美國用法「Don't Drive When Tired」；保護環境從我做起「Protect circumstance begin with me」改成「Protecting the environment begins with me」。
  - 校譯景點景區的譯文。他校譯了抗日戰爭雕塑園解說詞，司馬台長城導遊詞，錦繡大地農業觀光園展板、燕京八景介紹等。

## 推廣英文/英語的佚事和貢獻
為使中國人通過正宗英語瞭解世界，外國人通過地道英語瞭解中國，杜大衛在教學之餘做了很多推廣英文的工作，也就可以說是志願為中國和外國搭起一座橋。正如他所言：「我幫中國人的忙，也幫外國人的忙」。
比如杜大衛認識幾個英語說得很不俗的老人，他們希望做奧運會志願者，但恐怕那時學生的機會比他們多。於是建議他們擔任兩個能夠學有所用、老有所為、老有所樂的職務：
1. 去博物館當講解員滿足外國遊客求知欲望；
2. 在旅遊景點、商業區身佩「Ask Me」（問我）繡帶，為外國人排憂解難。

兩個想法皆緣于杜大衛自身經歷——身著唐裝的杜大衛每逢外出，十有八九會被手執地圖東張西望，呈現一副焦急狀的外國人攔住：「Can you help me？」（你可以幫助我嗎？）自2004年起，「Ask Me」計劃開始，兩個做法都獲北京市朝陽區政府接納並全力支持。「Ask Me」計劃至今己培訓了數千人，將在 2008 年奧林匹克運動會發揮最大作用，解答外國人的疑問。現時則在北京旅遊熱點擔當義務翻譯員。來自北京不同轄區的老人會穿不同顏色的工作服，比如來自朝陽區的 Jason 伯伯就穿紅色服。北京希望屆時有500萬人能說簡單英文歡迎語迎接外賓，這計劃正全力協助北京政府達成此願望。
- 1991－1993年間，杜大衛參觀蘭州一些博物館時發現內裡沒有英文譯文。他遂提出義務撰寫解說詞，但因為館負責人認為「不需要」杜大衛指可能較少外國人參觀因而被拒，但他仍以多種管道嘗試告知中國人「外國人特別愛去博物館，他們瞭解任何國家的途徑一般都從博物館開始，而中國博物館沒有得到中國人的虔誠對待。」杜大衛對中國文化的虔誠態度在此可見一斑——若在博物館遇導遊在用英語解說，他會習慣性地靜聽一會，然後趨前直言：「你說的是很好的英語，但不是容易被外國人接受的英語，這句話應該這麼說...」他認為博物館中常見標識如「The glorious tradition and outstanding wisdom of the Chinese masses」（輝煌的歷史和中國人高超的智慧）對外國人來講是多餘的，因為這句描述遠不及文物自己「沈默地說話」高層次。
- 杜大衛還帶多名外國人光顧「神奇」之地——盲人按摩所。該地的專業術語、穴位圖譜及價目等，外國人有強烈求知欲，杜大衛於是對老闆亦提出「我要幫你一個忙」。
- 杜大衛友人笑說「改錯上癮」的杜大衛「愛之深，改之切」。
- 2001 年至今義務為北京英文標識糾錯參與制定的「雙語標識英文譯法北京標準」己發佈。
- 自願協助把北京市政府中文官方網站翻譯成英文官方網站的內容[3]
- 在2002年初成立的「北京市民講外語活動組委會」給予的推廣英文任務：
  - 2003年年初，杜大衛完成校譯長達600頁的《北京市道路交通，園林及景區文字資料彙編》。
  - 編撰 40 家大型博物館及 40 家二線場館解說詞，如古崖居博物館、燕都遺址、焦莊戶遺址、上宅文化博物館等。

## 在中國教學的佚事
越戰讓杜大衛這樣認識生命及生命意義，他認為「生命由我兒女延續，思想由我學生傳承」。教書，自然成為杜大衛生命意義的載體。他教授的課程針對中國學生獨立思考能力、質疑能力、研究能力薄弱而對症下藥。
- 杜大衛舉起一瓶番茄醬要求學生「請你告訴我關於它的 25 個資訊」，當然學生未能達標。所以，他的教學盡力彌補中國教育缺陷導致上述能力的不足。
- 雖然他教授的是國際經濟貿易，但授課中亦會順帶普及中國傳統文化。讀過兩遍《紅樓夢》的杜大衛曾問學生「你看過《紅樓夢》嗎？」答：「看過」。「書還是電視劇？」學生老實承認「是電視劇」。杜大衛要求「那請你讀讀原著」。
- 一次，京劇團來北京第二外國语學院演出《三岔口》。杜大衛要求所有學生（200多個）去看。他嚴肅闡明其理由「這是我考試內容」。最後四分之一學生從此被戲情吸引，又說「沒想到這麼好看」。

## 註解
1. ↑  .   [2007-12-04]. （原始内容存档于2008-11-21）.
2. ↑  中华人民共和国文化部官方網站 的存檔，存档日期2008-12-26.
3. ↑  杜大衛的翻譯成果可比較北京市政府英文官方網站 （页面存档备份，存于）和中文官方網站 （页面存档备份，存于）的內容。

## 外部連結
- 《傳媒春秋 （页面存档备份，存于）》香港電台電視節目的專訪
- 美国老人杜大卫在北京的"奥运"事业心（新华网） （页面存档备份，存于）
- 杜大卫：荣获十佳志愿者称号的美国人 （页面存档备份，存于）